# 序數算術
我們可在序數上定義若干算術運算，這是對自然數運算的推廣。

## 加法
給出序數 S 與 T，在 {(s,0):s ∈ S} ∪ {(t,1):t ∈ T} 定義以下的良序關係：(a,δ)<(b,β) ⇔ δ<β 或 (δ=β 而 a<b)。 假設 S 與 T 不相交，這等於考慮 S ∪ T，而 S 的元素定義為小於 T 的元素。這良序集對應的序數記作 S+T，稱為序數和。
序數和適合結合律，即 (S+T)+R=S+(T+R)。
第一個超窮序數是 ω，自然數集的序數。ω+ω 就像
0 < 1 < 2 < 3 < ... < 0' < 1' < 2' < ...
這不同於 ω。 在 ω 只有 0 沒有直接前導者，而在 ω+ω 0 and 0' 都沒有直接前導者。
3 + ω 就像
0 < 1 < 2 < 0' < 1' < 2' < ...
稍一留心，會發覺這與 ω 沒有分別，是以 3 + ω = ω。而 ω + 3 就像
0 < 1 < 2 < 3 < ... < 0' < 1' < 2'
卻是不同於 ω 原因它有個最大元。是以序數和不符交換律。
讀者可試證 (ω + 4) + ω = ω + (4 + ω) = ω + ω。

## 乘法
給出序數 S 與 T，在笛卡儿积 S × T上定義以下的良序關係：(a,δ)<(b,β) ⇔ δ<β 或 (δ=β 而 a<b)。對應的序數記作 ST，稱為序數積。
序數積適合結合律，即 (ST)R=S(TR)。
序數積也不符合交換律。舉例，ω2 就像:
00 < 10 < 20 < 30 < ... < 01 < 11 < 21 < 31 < ...
於是 ω2 = ω + ω。但 2ω 卻是:
00 < 10 < 01 < 11 < 02 < 12 < 03 < 13 < ...
可見 2ω = ω ≠ ω2。
分配律只是部分成立。有 R(S+T) = RS + RT 但沒有 (T+U)R = TR + UR：(1+1)ω=2ω = ω 但 1ω + 1ω=ω+ω。

## 幂
給出序數 S 與 T，幂數 ST 是指 {SR : R <  T}的最小上界。當然有 S0=1，S1=S，S2=S×S，S3=S×S×S，……。
第一個無限序數是 ω，第一個不能由 ω 有限引伸而成的序數是 ε0。對多數利用超窮歸納法的證明，ε0已經足夠。要知道 {\displaystyle \epsilon _{0}=\omega ^{\omega ^{\omega ^{\cdots }}}} 且 {\displaystyle \epsilon _{0}=\omega ^{\epsilon _{0}}}。

## 康托尔范式
任一序數 {\displaystyle \alpha >0} 可以寫成 {\displaystyle \omega ^{\beta _{1}}c_{1}+\omega ^{\beta _{2}}c_{2}+\ldots +\omega ^{\beta _{k}}c_{k}}，當中 {\displaystyle k,c_{1},c_{2},\ldots ,c_{k}} 為正整數而 {\displaystyle \beta _{1}>\beta _{2}>\ldots >\beta _{k}\geq 0} 為序數。此分解稱為 {\displaystyle \alpha } 的康托尔范式(Cantor normal form)，可以看作是個 ω 進制的记数系统，而 {\displaystyle \beta _{1}} 叫作 {\displaystyle \alpha } 的次數。一般來說，{\displaystyle \beta _{1}\leq \alpha }；但若然 {\displaystyle \alpha <\epsilon _{0}}, 就有 {\displaystyle \beta _{1}<\alpha }, 並可得出一個只有自然數及 ωs 的表達式。
注意，給出基數 S 與 T（基數也是序數），ST 代表的序數和它代表的基數是不同的！當然，T 是自然數時例外。
最小的不可數序數記作 ω1。